# Gwiezdny Niszczyciel
Gwiezdny Niszczyciel (ang. Star Destroyer) – klasa potężnych wojennych statków kosmicznych pojawiających się w filmach, książkach i innych pozycjach z serii Gwiezdne wojny.
Gwiezdne niszczyciele były jednymi z najsilniejszych seryjnie budowanych jednostek w całej Galaktyce.
Cechuje je ogromny rozmiar oraz potężna siła rażenia. Na niszczycielu mogły się znajdować myśliwce TIE, a także myśliwce i bombowce innych typów oraz liczne siły lądowe. Były one produkowane głównie przez Kuat Drive Yards dla Republiki Galaktycznej i Imperium). Istniały też Gwiezdne Superniszczyciele, które były potężniejszą wersją niszczyciela.

## Niektóre Typy Niszczycieli
- Gwiezdny Niszczyciel typu Victory (Stara Republika)
- Gwiezdny Niszczyciel typu Venator (Stara Republika)
- Gwiezdny Niszczyciel typu Victory-II (Imperium Galaktyczne)
- Gwiezdny Niszczyciel typu Imperial-I (Imperium Galaktyczne)
- Gwiezdny Niszczyciel typu Imperial-II (Imperium Galaktyczne)
- Gwiezdny Niszczyciel typu Resurgent (Najwyższy Porządek)
- Gwiezdny Niszczyciel typu Interdictor (Imperium Galaktyczne)
- Gwiezdny Niszczyciel typu Xyston (Najwyższy Porządek)
- Gwiezdny Niszczyciel typu Onager (Imperium Galaktyczne)

i wiele wiele innych

## Typy Superniszczycieli
- Gwiezdny Superniszczyciel typu Super (Imperium Galaktyczne)
- Gwiezdny Superniszczyciel typu Eclipse (Imperium Galaktyczne)
- Gwiezdny Superniszczyciel typu Sovereign (Imperium Galaktyczne)
- Gwiezdny Superniszczyciel typu Pellaeon (Nowe Imperium Galaktyczne)